# Teoria triàrquica de la intel·ligència
La teoria triàrquica de la intel·ligència (The Triarchic theory of intelligence originàriament en anglès) va ser desenvolupada per Robert Sternberg al 1985. Sternberg defineix la intel·ligència com l'activitat mental dirigida amb el propòsit d'adaptació a, selecció de, conformació de, entorns del món real rellevants en la vida d'un mateix, és a dir, com tracta els canvis de l'entorn un individu al llarg de la seva vida. Ofereix una conceptualització molt àmplia i això ens ajuda a comprendre no solament la part limitada que avaluen els tests d'intel·ligència sinó una part considerable que no està inclosa en els tests de QI. Aquesta teoria pretén explicar la intel·ligència en funció de tres subcategories: contextual, componencial i experiencial. La formulació genèrica de la teoria és motivada per dues raons distintes:
1) La utilització del mètode componencial per analitzar de manera experimental les diferències en el rendiment dels subjectes davant de feines de raonament inductiu.
2) La insuficiència genèrica que Stenberg atribueix a les teories psicomètriques de la intel·ligència i l'ús inadequat dels tests de QI.

## Subteoria Componencial/Analítica
La subteoria componencial de la teoria tiràrquica de la intel·ligència humana pretén descriure la relació que té la intel·ligència amb el món intern de l'individu a través dels components o processos mentals que estan implicats en el pensament. Aquests components són de tres tipus: Metacomponents, Components d'Execució i Components d'adquisició del coneixement. Són altament interdependents. Aquestes relacions s'observen a la Figura 1.

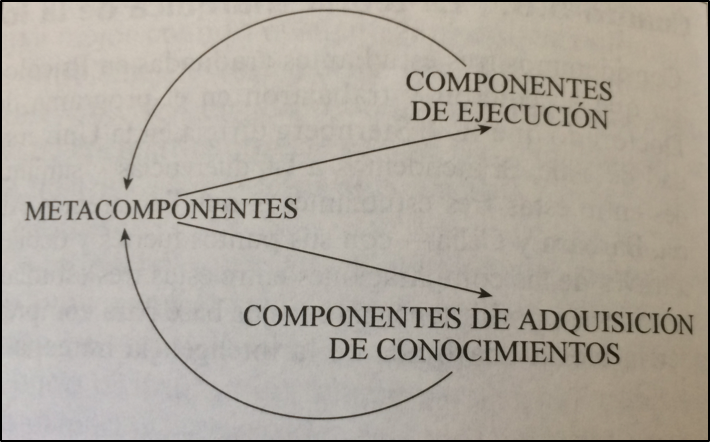
Figura 1. Teoria componencial. Relacions entre els metacomponents, els components d'adquisició de coenixemnts y d'ejecució. S'indica el feedback existent entre ells. (A. Pueyo, 2002)

### Els metacomponents
Són els processos executius usats en resolució de problemes i presa de decisions que impliquen la major part de la capacitat de gestió de la nostra ment. Diuen a la ment com actuar. Un metacomponent també és anomenat de vegades Homuncle.
Sternberg reconeix un paper determinant en els metacomponents en l'explicació de la conducta intel·ligent. Ell mateix ens diu: << les diferències individuals en la intel·ligència general són atribuïbles a les diferències entre els individus en l'efectivitat amb la qual aquests utilitzen els components més generals>>. Els metacomponents tenen major proporció que els components generals, perquè les rutines executives necessiten planificació, regulació, monitoratge, possiblement també re-planificació, etc.

### Components de rendiment o d'execució
Són els processos que duen a terme realment les accions que dicten els metacomponents. Aquests són els processos bàsics que permeten que fem tasques, tals com percebre problemes en la nostra memòria a llarg termini, percebent relacions entre els objectes, i aplicant relacions a un altre conjunt de termes.
En la investigació de R. J. Sternberg, els components d'execució que més recerca han rebut són els implicats en els processos de raonament inductiu. És a dir, implica entendre un principi general a partir d'informacions específiques. El nombre de components que es pot utilitzar en la solució de tasques és molt gran. La tasca de llistar i descriure els components potser és il·limitada o molt extensa. D'entre els més utilitzats en la vida quotidiana són la inferència, el mapatge i l'aplicació. Aquests components també s'utilitzen en problemes com els de completar sèries (1, 3, 7, 9…), classificar o resolució d'una matriu. Són molt utilitzats en els tests d'intel·ligència, ja que tenen unes propietats que els fan molt adequats per a la mesura psicomètrica de la intel·ligència.

### Components d'adquisició de coneixement
S'utilitzen en l'obtenció de la nova informació, implicats en els processos d'aprenentatge. Aquests components completen tasques que impliquen escollir selectivament aspectes importants d'informació irrellevant. Els individus dotats són eficients en utilitzar aquests components perquè poden aprendre nova informació a un ritme més ràpid.
Podem parlar de diferents tipus de components d'adquisició de coneixement. Aquests tipus de components són molt fàcils de reconèixer quan els enfrontem a tasques de solució de problemes. En aquests problemes, generalment, la informació prèvia que podem obtenir d'aquest, conté tots els elements necessaris per a la seva solució i aquesta només arriba si aconseguim obtenir i utilitzar aquella informació que és més crítica per al nucli del problema. Els components d'adquisició de coneixements més habituals en aquest tipus de problemes, segons Sternberg, són tres:
1) Selecció i codificació de la informació rellevant.
2) Combinació selectiva dels diferents elements de la informació seleccionada.
3) Comparació selectiva del problema a resoldre amb uns altres ja coneguts.
Sternberg associa la subteoria componencial amb la capacitat analítica. La capacitat analítica permet separar problemes i veure solucions no evidents. Desafortunadament, els individus amb només aquest tipus de capacitat no són tan aptes creant idees noves per si mateixos. Sternberg va donar l'exemple d'una estudiant, "Alicia", que tenia excel·lents resultats d'examen i cursos a l'escola, i els professors la veien com extremadament desperta. Alicia més endavant va resultar tenir dificultats en secundària perquè no era hàbil a crear idees per si mateixa.

## Subteoria Experiencial / Creativa (Sintètica)
Aquesta subteoria tracta principalment de com de bé es realitza una tasca, en relació amb el familiar que sigui. Es divideix en dues parts: Novetat i Automatització.

### Novetat
Una situació de novetat és aquella que mai s'ha experimentat abans. Persones que són aptes en el maneig d'una situació de novetat poden prendre la tasca i trobar noves maneres de solucionar-la que la majoria de gent no percebria.

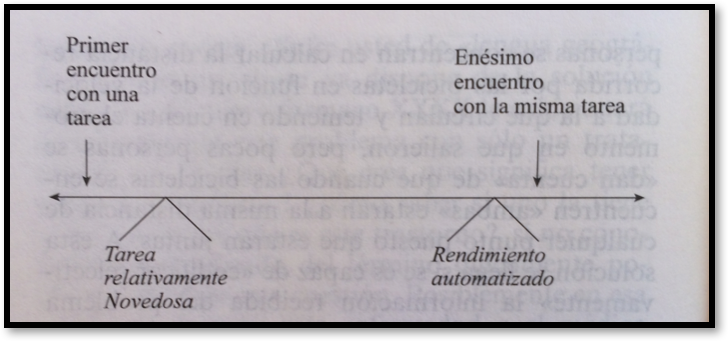
Figura 2. Les relacions entre tasques noves i automatització. Quan la tasca es presenta per primer cop és innovadora. Mitjançant successives experiències es va automatitzant. (A. Pueyo, 2002)

La intel·ligència també implica l'aptitud de generar conceptes a partir del coneixement disponible en el subjecte. Una tasca que mesura la intel·ligència pot ser nova, però pot ser que no sigui totalment estranya a l'experiència anterior de l'individu. Si la tasca és massa nova, aquesta podria quedar totalment fora de rang de comprensió de l'individu, en no tenir cap experiència passada rellevant que el doni un marc de referència.

### Automatització
Un procés automatitzat és el que s'ha realitzat múltiples vegades i ara pot fer-se amb poc o gens de pensament addicional. Una vegada que s'automatitzi un procés, pot ser executat en paral·lel amb un altre igual o altres processos diferents.
Moltes tasques requereixen un processament complex de la informació que pot semblar tan confús que podria sorgir la pregunta de si som capaços de realitzar-ho o no. Si les tasques complexes poden executar-se únicament quan estan automatitzats molts processos mentals, una fallada en aquesta automatització provocaria errors o dificultats en el processament de la informació i llavors, com a resultat, tindríem un rendiment inferior en l'execució de la tasca o un comportament menys intel·ligent. La conclusió és que els subjectes que són intel·lectualment més capaços automatitzen millor les operacions implicades en el processament de la informació.
La subteoria experimental també es correlaciona amb un altre dels tipus de capacitat de Sternberg. La capacitat sintètica on es veu en la creativitat, la intuïció, i l'estudi de les arts. Persones amb capacitat sintètica (creativa) sovint no mostren un quocient intel·lectual molt alt, però la capacitat sintètica és especialment útil a crear noves idees per crear i resoldre nous problemes. Sternberg també va associar un altre dels seus estudiants, "Barbara", a la capacitat sintètica. Barbara no se’n sortia tan bé com Alicia en les proves d'accés a l'ensenyament secundari, però va ser recomanada per a la Universitat Yale basant-se en les seves habilitats creatives i intuïtives excepcionals. Bàrbara va ser més tard molt vàlida creant noves idees per a la recerca.

## Subteoria Contextual/ Pràctica
Aquesta subteoria "s'ocupa de l'activitat mental implicada a aconseguir ajust al context". Amb els tres processos de l'adaptació, conformació o transformació i selecció, els individus produeixen un ajust ideal entre si mateixos i el seu ambient.
L'adaptació ocorre quan un fa un canvi en si mateix per ajustar-se millor al que li envolta.
La conformació o transformació ocorre quan un canvia el seu ambient perquè encaixi millor amb les seves necessitats.
El procés de selecció s'emprèn quan es troba un ambient alternatiu totalment nou per substituir un ambient anterior que era insatisfactori per a les metes de l'individu.
L'eficàcia amb la qual un individu encaixa en el seu ambient i s'enfronta amb situacions quotidianes reflecteix el grau d'intel·ligència.
La capacitat pràctica implica poder aplicar habilitats sintètiques o creatives i analítiques a les situacions diàries. La gent pràcticament dotada és magnífica en la seva capacitat de tenir èxit en qualsevol situació. Un exemple d'aquest tipus de capacitat és "Celia". Celia no tenia capacitats analítiques o sintètiques excepcionals, però tenia molt d'encert per a imaginar el necessari per a tenir èxit en un ambient acadèmic. Sabia quina classe de recerca era valorada, com aconseguir articles en les revistes, com impressionar la gent en les entrevistes de treball, i qüestions similars.

## Interrelació de les tres subteories
Sternberg també reconeix que un individu no està restringit a aconseguir excel·lència únicament en una d'aquestes tres intel·ligències. Molta gent pot tenir una integració de les tres i disposar d'alts nivells en les tres intel·ligències. Segons Sternberg, si la intel·ligència és pròpiament definida i mesurada s'ha de traduir en un procés de la vida real. La intel·ligència consisteix a pensar bé de tres formes diferents, de manera analítica, creativa, i pràctica. Les tres es troben molt relacionades. La primera és necessària per separar problemes i veure solucions. La segona s'utilitza per veure noves idees o problemes i tractar d'enfrontar-se a ells de millor forma. La tercera s'aplica per usar les idees de manera eficaç en la vida quotidiana.

## Mesura d'avaluació de la intel·ligència triàrquica
A partir d'aquestes consideracions teòriques, Sternberg (1993) elabora un nou instrument d'avaluació de la intel·ligència triàrquica: Sternberg Triarchic Abilites Test (STAT) amb diferents nivells segons l'àmbit d'aplicació del test. El test STAT és un instrument d'avaluació de la intel·ligència triàrquica elaborat per mesurar els tres aspectes de la intel·ligència, l'analític, el pràctic i el creatiu, dins de cadascun dels quals s'inclouen tres maneres de presentació, el verbal, el numèric i el figuratiu.
L'ocupació de tres dominis tracta d'assegurar que els estudiants que treballen bé amb una forma particular de representació, però no amb una altra, se'ls dona l'oportunitat de mostrar les seves habilitats.
La prova consta de 36 ítems, repartits en 9 escales, amb 4 ítems cadascuna, que s'agrupen al seu torn, de forma racional, en tres categories, la intel·ligència analítica, la intel·ligència pràctica i la intel·ligència creativa. Cadascuna de les tres subescales que componen cada tipus d'intel·ligència, constitueix un exemple de la modalitat verbal, numèrica o figurativa en la qual estan formulats els ítems d'aquesta subescala. Les nou subescales són:
1. Analítica-Verbal.
2. Analítica-Quantitativa.
3. Analítica-Figurativa.
4. Pràctica-Verbal.
5. Pràctica-Quantitativa.
6. Pràctica-Figurativa.
7. Creatiu-Verbal.
8. Creatiu-Quantitativa.
9. Creatiu-Figuratiu.
La validació preliminar del STAT-Nivell H ha mostrat que és apropiat per al propòsit amb el qual es va elaborar.

## Crítiques
Una de les primeres crítiques de les tres teories que componen la teoria triàrquica de la intel·ligència és que no tenen el mateix grau de desenvolupament i fonament empíric, i això fa que no es pugui considerar molt desenvolupada encara.
La segona crítica és que aquesta teoria ha confós la intel·ligència amb la personalitat, ha fet desaparèixer alguns límits que tradicionalment s'havien considerat per distingir la intel·ligència de la personalitat. Alguns aspectes de la formulació de la intel·ligència de Stenberg estan molt relacionats amb la motivació i el caràcter.
La tercera critica fa referència a la categoria teòrica dels constructes de Stenberg. Molts dels conceptes que formen la teoria triàrquica són conceptes de sobresignificat i no contingents amb una teoria de la intel·ligència de naturalesa cognitiva.